# Iphiaulax novus
Iphiaulax novus är en stekelart som beskrevs av Szepligeti 1901. Iphiaulax novus ingår i släktet Iphiaulax och familjen bracksteklar. Inga underarter finns listade i Catalogue of Life.